# Erik Blomqvist (szachista)
Erik Blomqvist (ur. 19 października 1990 w Sztokholmie) – szwedzki szachista, arcymistrz od 2013 roku.

## Kariera szachowa
Wielokrotnie startował w finałach indywidualnych mistrzostw Szwecji, zdobywając m.in. srebrny (2008 – w kategorii do 18 lat) oraz dwa brązowe medale (2006 – do 16 lat, 2007 – do 18 lat). Był również reprezentantem Szwecji na mistrzostwach świata i Europy juniorów w różnych kategoriach wiekowych.
Normy na tytuł arcymistrzowski wypełnił w latach 2010 (w Chotowej, mistrzostwa świata juniorów do 20 lat), 2011 (w Helsingørze, turniej Politiken Cup) oraz 2013 (w Budapeszcie, turniej First Saturday). W 2011 r. zwyciężył w międzynarodowym kołowym turnieju w Västerås. W 2014 r. zdobył w Borlänge srebrny medal indywidualnych mistrzostw Szwecji.
Reprezentował Szwecję w turniejach drużynowych, m.in.:  na drużynowych mistrzostwach Europy (w roku 2013) oraz  na olimpiadzie szachowej juniorów do 16 lat (w roku 2006).
Najwyższy ranking w dotychczasowej karierze osiągnął 1 grudnia 2013 r., z wynikiem 2519 punktów zajmował wówczas 8. miejsce wśród szwedzkich szachistów.